# 1 000 kilomètres de Catalogne
Les 1 000 kilomètres de Catalogne étaient une course pour voitures de sport d'endurance disputée sur le circuit de Montjuïc (4 fois) puis sur le circuit de Catalogne (à Montmeló, 2 fois).
À partir de 2019, le circuit de Barcelone accueille de nouveau une manche d'endurance dans le cadre de l'European Le Mans Series, le format de la course est désormais d'une durée de 4 heures.
Les Espagnols Francisco Godia Sales et Juan Fernández ont remporté deux fois la course chacun en formulation longue.

## Palmarès

Le circuit de Catalogne.

| Année                         | Vainqueur(s)                                      | Équipe                  | Voiture                       | Distance/Durée      | Intitulé                     | Championnat             |                     |
| Circuit de Montjuïc           | Circuit de Montjuïc                               | Circuit de Montjuïc     | Circuit de Montjuïc           | Circuit de Montjuïc | Circuit de Montjuïc          | Circuit de Montjuïc     | Circuit de Montjuïc |
| ----------------------------- | ------------------------------------------------- | ----------------------- | ----------------------------- | ------------------- | ---------------------------- | ----------------------- | ------------------- |
| 1954                          | Joaquin Palacio Pover                             |                         | Pegaso Spyder                 | 1 heure             | Coppa Montjuich              | -                       |                     |
| 1955                          | Willie Daetwyler                                  |                         | Ferrari 750 Monza             | 1 heure             | Coppa Montjuich              | -                       |                     |
| 1956: Non disputé(e)s         |                                                   |                         |                               |                     |                              |                         |                     |
| 1957                          | Gerardo de Andres                                 |                         | Mercedes-Benz 300 SL          | 76 km               | Trofeo Nuvolari              | -                       |                     |
| 1958                          | Alex Soler-Roig                                   |                         | Porsche 356 Carrera           | 76 km               | Trofeo Nuvolari              | -                       |                     |
| 1959                          | Alex Soler-Roig                                   |                         | Porsche RS                    | 38 km               | Trofeo Nuvolari              | -                       |                     |
| 1960 et 1961: Non disputé(e)s |                                                   |                         |                               |                     |                              |                         |                     |
| 1962                          | Francisco Godia Sales                             |                         | Aston Martin DB4              | 45 km               | Trofeo Nuvolari              | -                       |                     |
| 1963                          | Alex Soler-Roig (3)                               |                         | Porsche 356 Carrera           | 57 km               | Trofeo Juan Jover            | -                       |                     |
| 1964                          | Charles Vögele                                    |                         | Lotus 19-Climax               | 114 km              | Trofeo Juan Jover            | -                       |                     |
| 1965                          | Francisco Godia Sales                             |                         | AC Cobra-Ford                 | 76 km               | Trofeo Juan Jover            | -                       |                     |
| 1966                          | Juan Fernández                                    |                         | Porsche 906                   | 95 km               | Trofeo Juan Pinol            | -                       |                     |
| (en endurance)                |                                                   |                         |                               |                     |                              |                         |                     |
| 1967                          | Javier de Vilar Juan Fernández                    |                         | Porsche 911 S                 | 6 heures            | 6 Horas de Barcelona         | -                       |                     |
| 1968                          | Brian Muir Francisco Godia Sales                  | Escuderia Montjuïc      | Ford GT40                     | 6 heures            | 6 Horas de Barcelona         | -                       |                     |
| 1969                          | Francisco Godia Sales (4) Juan Fernández (3)      | Escuderia Montjuïc      | Porsche 908                   | 12 heures           | 12 Horas de Barcelona        | -                       |                     |
| 1970: Non disputé(e)s         |                                                   |                         |                               |                     |                              |                         |                     |
| 1971                          | Jo Bonnier Ronnie Peterson                        | Scuderia Filipinetti    | Lola T212-Ford                | 1 000 kilomètres    | 1000 km de Barcelona         | -                       |                     |
|                               |                                                   |                         |                               |                     |                              |                         |                     |
| 1972                          | John Burton                                       | Canon Racing Team       | Chevron B21-Ford              | 400 km              | 400 km de Barcelona          | E2L.C                   |                     |
| 1973                          | Gérard Larrousse                                  | Archambeaud Racing      | Lola T292-BMW                 | 400 km              | 400 km de Barcelona          | E2L.C                   |                     |
| 1974 à 1998: Non disputé(e)s  |                                                   |                         |                               |                     |                              |                         |                     |
| Circuit de Barcelone          |                                                   |                         |                               |                     |                              |                         |                     |
| 1999                          | Emmanuel Collard Vincenzo Sospiri                 | JB Giesse Team Ferrari  | Ferrari 333 SP                | 2 heures 30 minutes | ATP ISRS Trophy Barcelona    | SRWC                    |                     |
| 2000                          | Christian Pescatori David Terrien                 | JMB Giesse Team Ferrari | Ferrari 333 SP                | 2 heures 30 minutes | ATP Trophy                   | SRWC                    |                     |
| 2001                          | Christian Pescatori (2) Marco Zadra               | BMS Scuderia Italia     | Ferrari 333 SP                | 2 heures 30 minutes | Barcelona 2 horas 30 minutos | SCC                     |                     |
| 2002                          | Sébastien Bourdais Jean-Christophe Boullion       | Pescarolo Sport         | Courage C60-Peugeot           | 2 heures 30 minutes | Barcelona 2 horas 30 minutos | SCC                     |                     |
| 2003 à 2007: Non disputé(e)s  |                                                   |                         |                               |                     |                              |                         |                     |
| (en endurance)                |                                                   |                         |                               |                     |                              |                         |                     |
| 2008                          | Nicolas Minassian Marc Gené                       | Team Peugeot Total      | Peugeot 908 HDi FAP           | 1 000 kilomètres    | 1000 km de Catalunya         | Le Mans Series          |                     |
| 2009                          | Jan Charouz Tomáš Enge Stefan Mücke               | Aston Martin Racing     | Lola-Lola-Aston Martin B09/60 | 1 000 kilomètres    | 1000 km de Catalunya         | Le Mans Series          |                     |
| 2010 à 2018: Non disputé(e)s  |                                                   |                         |                               |                     |                              |                         |                     |
| 2019                          | Roman Rusinov Job van Uitert Jean-Éric Vergne     | G-Drive Racing          | Aurus 01 - Gibson             | 4 heures            | 4 Heures de Barcelone        | European Le Mans Series |                     |
| 2020: Épreuve annulée         |                                                   |                         |                               |                     |                              |                         |                     |
| 2021                          | Louis Delétraz Robert Kubica Ye Yifei             | Team WRT                | Oreca 07 - Gibson             | 4 heures            | 4 Heures de Barcelone        | European Le Mans Series |                     |
| 2022                          | Lorenzo Colombo Louis Delétraz Ferdinand Habsburg | Prema Racing            | Oreca 07 - Gibson             | 4 heures            | 4 Heures de Barcelone        | European Le Mans Series |                     |
| 2023                          | Salih Yoluç Charlie Eastwood Louis Delétraz       | Racing Team Turkey      | Oreca 07 - Gibson             | 4 heures            | 4 Heures de Barcelone        | European Le Mans Series |                     |